# Amphirhachis quadripunctata
Amphirhachis quadripunctata är en stekelart som beskrevs av Kuslitzky 1995. Amphirhachis quadripunctata ingår i släktet Amphirhachis och familjen brokparasitsteklar. Inga underarter finns listade i Catalogue of Life.